# Рум-Дешт
Рум-Дешт (перс. روم دشت) — село в Ірані, у дегестані Шуиїл, у бахші Рахімабад, шагрестані Рудсар остану Ґілян. За даними перепису 2006 року, його населення становило 98 осіб, що проживали у складі 37 сімей.

## Клімат
Середня річна температура становить 12,21°C, середня максимальна – 26,87°C, а середня мінімальна – -3,22°C. Середня річна кількість опадів – 600 мм.
| Клімат поселення                              | Клімат поселення | Клімат поселення | Клімат поселення | Клімат поселення | Клімат поселення | Клімат поселення | Клімат поселення | Клімат поселення | Клімат поселення | Клімат поселення | Клімат поселення | Клімат поселення | Клімат поселення |
| Показник                                      | Січ.             | Лют.             | Бер.             | Квіт.            | Трав.            | Черв.            | Лип.             | Серп.            | Вер.             | Жовт.            | Лист.            | Груд.            |                  |
| Середній максимум, °C                         | 8,34             | 8,08             | 9,95             | 15,68            | 20,80            | 25,36            | 26,87            | 26,70            | 22,70            | 19,46            | 13,44            | 8,90             |                  |
| Середня температура, °C                       | 2,68             | 2,44             | 4,30             | 10,02            | 15,16            | 19,70            | 22,57            | 22,41            | 18,38            | 15,16            | 9,14             | 4,60             |                  |
| Середній мінімум, °C                          | −2,96            | −3,22            | −1,35            | 4,38             | 9,50             | 14,05            | 18,26            | 18,09            | 14,08            | 10,86            | 4,82             | 0,30             |                  |
| Норма опадів, мм                              | 54               | 52               | 72               | 50               | 40               | 20               | 18               | 22               | 42               | 82               | 76               | 72               |                  |
| Середньомісячна швидкість вітру, м/с          | 2.13             | 2.50             | 2.61             | 2.66             | 2.33             | 2.21             | 2.34             | 2.18             | 2.01             | 1.90             | 2.13             | 2.14             |                  |
| Середньомісячна сонячна радіація, кДж/м²·день | 7582             | 9826             | 12008            | 16109            | 19980            | 22194            | 22495            | 19651            | 16318            | 11821            | 9211             | 7246             |                  |
| --------------------------------------------- | ---------------- | ---------------- | ---------------- | ---------------- | ---------------- | ---------------- | ---------------- | ---------------- | ---------------- | ---------------- | ---------------- | ---------------- | ---------------- |
| Джерело:                                      |                  |                  |                  |                  |                  |                  |                  |                  |                  |                  |                  |                  |                  |